# Canale ionico

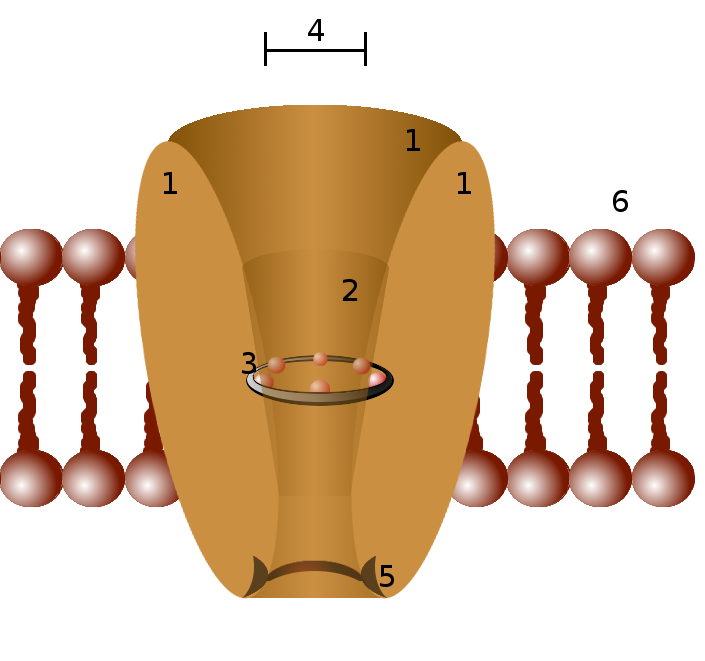
Rappresentazione schematica di un canale ionico: 1 - subunità proteiche (tipicamente 4 o 5 per canale), 2 - vestibolo esterno, 3 - filtro selettivo, 4 - diametro del filtro selettivo, 5 - sito di fosforilazione, 6 - membrana cellulare.

Un canale ionico è una proteina trans-membrana (cioè attraversa la membrana cellulare) che permette il passaggio di determinati ioni dall'esterno all'interno della cellula o viceversa.
I canali ionici sono selettivi per una o poche specie ioniche.
La presenza di cariche fisse forti sull'imboccatura del canale rende la sua permeabilità inversamente proporzionale al raggio anidro degli ioni in quanto viene allontanato l'alone idrico di solvatazione (es: canale per il sodio). La presenza di cariche fisse deboli sull'imboccatura del canale rende la sua permeabilità inversamente proporzionale al raggio idrato degli ioni (es: canale del potassio e dello zolfo). 
I canali la cui permeabilità (e quindi la loro specificità) non è correlata né al raggio anidro né a quello idrato, presentano all'interno una sequenza di specificità che consiste in una serie di cariche e in una determinata conformazione spaziale che permette il passaggio solo a determinate specie ioniche.

## Classificazione
Due tipi particolari di canali ionici sono quelli voltaggio-dipendenti e quelli chemio-dipendenti. Tali strutture sono in grado di passare da uno stato di apertura ad uno di chiusura o inattivazione in seguito a stimolazioni elettriche o chimiche.
I canali chemio-dipendenti sono in grado di aprirsi dopo aver legato un certo messaggero; sono presenti nelle membrane post-sinaptiche e si aprono dopo aver legato un neurotrasmettitore.
I canali voltaggio-dipendenti si aprono in seguito ad una depolarizzazione della membrana; per esempio, i canali al sodio e potassio presenti nelle membrane assoniche permettono la propagazione di impulsi elettrici nelle cellule nervose.

## Canali ionici attivati da ligando
I canali ionici attivati da ligando sono anche noti come recettori ionotropici. Sono costituiti da proteine di membrana con struttura simile ad altri canali ionici ma che contengono un sito in grado di legare un ligando (recettore), solitamente nel dominio extracellulare. Questi sono i recettori su cui agiscono tipicamente i neurotrasmettitori veloci. Alcuni esempi sono il recettore colinergico nicotinico, il recettore GABA A e i recettori del glutammato del tipo NMDA (N-metil-D-aspartato), AMPA ({\displaystyle \alpha }-amino-3-idrossi-5-metil-4-isossazolopropionato) e kainato.

### Struttura Molecolare
I canali ionici regolati da ligandi hanno caratteristiche strutturali in comune con gli altri canali ionici. Il recettore nicotinico dell'acetilcolina rappresenta il recettore più dettagliatamente studiato. È costituito dall'assemblaggio di quattro subunità diverse definite {\displaystyle \alpha ,\beta ,\gamma ,\delta }, ognuna con una massa molecolare di 40-58 kDa. La struttura oligomerica ({\displaystyle \alpha _{2},\beta ,\gamma ,\delta }) possiede due siti di legame dell'acetilcolina, ognuno situato all'interfaccia fra una delle due subunità {\displaystyle \alpha } e la subunità adiacente.
Per attivare il recettore entrambi i siti devono legare una molecola di acetilcolina. Ogni subunità attraversa la membrana quattro volte: in tal modo il canale risulta rivestito da non meno di 20 {\displaystyle \alpha }-eliche che attraversano la membrana formando la parete del poro centrale.
I due siti di legame dell'acetilcolina sono localizzati nella regione N-terminale delle due subunità {\displaystyle \alpha }. Una delle eliche transmembrana (M2) appartenente a ognuna delle 5 subunità, forma la parete interna del canale ionico. Le 5 eliche M2 che formano il poro sono piegate verso l'interno a circa metà dello spessore della membrana dando così origine a una costrizione; si ritiene che quando le due molecole di acetilcolina si legano ai due siti specifici, le {\displaystyle \alpha }-eliche piegate possano raddrizzarsi aprendo così il canale.
I recettori per alcuni dei trasmettitori veloci, come ad esempio il recettore GABA A, il recettore 5-{\displaystyle HT_{3}} e il recettore della glicina sono costruiti sullo stesso modello; il numero di subunità utilizzate per costituire un recettore funzionale è variabile, anche se solitamente è di 4 o 5.

### Il meccanismo di cancello
I recettori di questo tipo controllano gli eventi sinaptici più veloci del sistema nervoso nei quali un neurotrasmettitore agisce sulla membrana postsinaptica di una cellula nervosa o muscolare e ne aumenta transitoriamente le permeabilità a particolari ioni. La maggior parte dei neurotrasmettitori eccitatori, come l'acetilcolina a livello della giunzione neuromuscolare o il glutammato nel sistema nervoso centrale, causa un aumento di permeabilità al sodio e al potassio. Questo produce essenzialmente una corrente di ioni sodio verso l'interno della cellula, che si depolarizza e aumenta le probabilità che si generino dei potenziali d'azione. L'azione del neurotrasmettitore raggiunge un picco in una frazione di millisecondo e decade entro pochi millisecondi. L'elevata velocità di questa risposta implica che l'accoppiamento tra recettore e canale ionico sia diretto; la stessa struttura molecolare del complesso recettore/canale ne è una conferma (vedi sopra).

## Canali ionici come bersaglio dei farmaci
I canali ionici sono costituiti da molecole proteiche disposte in modo da formare pori ripieni d'acqua che attraversano le membrane, e sono in grado di passare da uno stato aperto a uno chiuso. L'intensità e la direzione del movimento ionico attraverso il poro sono governate dal gradiente elettrochimico per lo ione in questione. Questo fattore dipende dalla concentrazione dello ione ai due lati della membrana e dal potenziale di membrana. I canali ionici sono caratterizzati:
- dalla loro selettività per particolari specie ioniche, che dipende dalla dimensione del poro e dalla natura del suo rivestimento interno
- dalle loro proprietà di cancello (cioè dal meccanismo che controlla la transizione tra stato aperto e stato chiuso del canale)
- dalla loro architettura molecolare

### Selettività
I canali sono generalmente selettivi per cationi o anioni.
- I canali selettivi per cationi possono essere selettivi per {\displaystyle Na^{+}}, {\displaystyle Ca^{2+}} o {\displaystyle K^{+}} o possono essere non selettivi e non permeabili a tutti e tre questi ioni.
- I canali anionici sono principalmente permeabili a {\displaystyle Cl^{-}}, sebbene ve ne siano altri tipi.

### Regolazione dei canali

#### Canali regolati dalla tensione
La maggior parte dei canali regolati dalla tensione si aprono in seguito a depolarizzazione della membrana cellulare. Formano un gruppo molto importante perché la loro funzione è alla base del meccanismo dell'eccitabilità di membrana. I più importanti canali di questo gruppo sono selettivi al sodio, al potassio o al calcio. In generale, l'apertura del canale (attivazione) indotta dalla depolarizzazione di membrana è di breve durata; questo avviene anche se la depolarizzazione viene mantenuta. In alcuni canali, l'attivazione iniziale dei canali è seguita da un processo più lento di inattivazione.

#### Canali regolati da ligandi
I canali regolati da un ligando vengono attivati dal legame di una sostanza chimica a un sito posto sulla molecola del canale. Con questa modalità agiscono i neurotrasmettitori veloci, come il glutammato, l'acetilcolina, il GABA e l'ATP che legano siti posti sulla parte esteriore della membrana. Alcuni canali attivati da ligandi della membrana plasmatica rispondono a segnali intracellulari piuttosto che a segnali extracellulari, tra i più importanti si possono ricordare:
- i canali del potassio {\displaystyle Ca^{2+}}-attivati, localizzati nella maggior parte delle cellule, si aprono quando i livelli di {\displaystyle Ca^{2+}} intracellulare aumentano e iperpolarizzano la cellula.
- i canali del potassio ATP-sensibili, che si aprono quando la concentrazione intracellulare di ATP scende a causa della diminuita scorta energetica della cellula; questi canali, alquanto diversi da quelli che mediano gli effetti eccitatori dell'ATP extracellulare, sono presenti in un numero piuttosto alto di cellule nervose e muscolari, e anche nelle cellule che secernono insulina, dove fanno parte del meccanismo che collega la secrezione di insulina alla concentrazione di glucosio ematico.
- il recettore vanilloide, il cui sito di legame per la capsaicina è localizzato sulla parte citoplasmatica della molecola.

#### Canali che rilasciano calcio
I canali che rilasciano calcio sono presenti sul reticolo endoplasmatico e su quello sarcoplasmatico, ma non nella membrana cellulare. I principali sono i recettori per {\displaystyle IP_{3}} per la rianodina e costituiscono una classe speciale di canali del calcio attivati da ligandi che controlla il rilascio del {\displaystyle Ca^{2+}} dai siti intracellulari di accumulo.

#### Canali del calcio operati dall'accumulo intracellulare di calcio
Quando i siti di accumulo intracellulari del {\displaystyle Ca^{2+}} vengono depletati, i canali della membrana plasmatica si aprono permettendo l'ingresso di {\displaystyle Ca^{2+}}. Questi canali attivati dai livelli accumulati di calcio intracellulare (Store-Operated Channels, SOC) sono importanti per il meccanismo d'azione di molti GPCR che stimolano il rilascio di {\displaystyle Ca^{2+}}. L'apertura dei SOC permette di mantenere adeguati livelli intracellulari di {\displaystyle Ca^{2+}} anche quando i siti di accumulo sono esauriti, e rappresentano un sistema di riempimento dei siti di accumulo intracellulare.

### Farmacologia dei canali ionici
Il controllo e la permeazione dei canali ionici sia voltaggio-dipendenti sia attivati da ligando vengono modulati da diversi fattori.
- I ligandi che si legano direttamente a vari siti del canale. Tra questi ci sono molti neurotrasmettitori, e anche una varietà di farmaci e tossine che agiscono diversamente, ad esempio bloccando il canale o influenzando i processi di attivazione, perciò facilitando o inibendo l'apertura del canale.
- I mediatori di farmaci che agicono indirettamente, principalmente attraverso l'attivazione di GPCR. Questi ultimi producono i loro effetti influenzando lo stato di fosforilazione di singoli aminoacidi localizzati nella regione intracellulare della proteina canale. L'apertura del canale può essere facilitata o inibita a seconda di quali residui vengono fosforilati. Farmaci come gli oppiacei e gli agonisti {\displaystyle \beta }-adrenergici influenzano i canali del calcio e del potassio in questo modo, producendo una grande varietà di effetti cellulari.
- Segnali intracellulari, particolarmente {\displaystyle Ca^{2+}} e nucleotidi come ATP e GTP. Molti canali ionici possiedono siti di legame per questi mediatori intracellulari. L'aumento dei livelli intracellulari di {\displaystyle Ca^{2+}} apre certi canali del potassio e disattiva i canali del calcio voltaggio-attivati. I livelli stessi di {\displaystyle Ca^{2+}} intracellulare vengono influenzati dalla funzione dei canali ionici e da GPCR.

## Patologie
Le patologie dei canali ionici sono dette canalopatie.

## Il canale ionico nell'arte

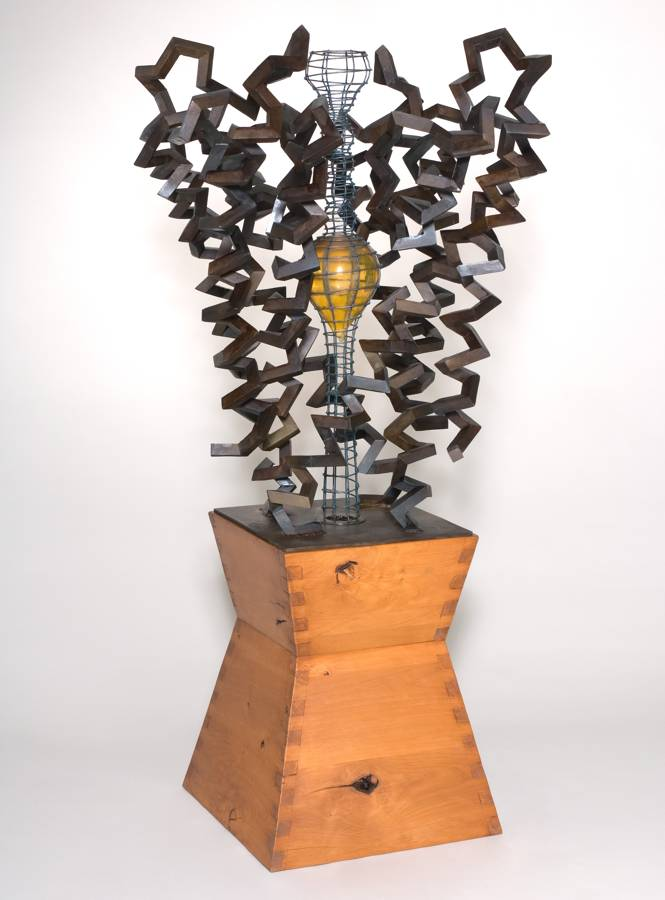
Nascita di un'Idea (Birth of an Idea) (2007) di Julian Voss-Andreae. Scultura commissionata da Roderick MacKinnon e basata sulle coordinate atomiche della molecola, determinate dal gruppo di MacKinnon nel 2001.

Roderick MacKinnon ha commissionato Nascita di un'Idea, una scultura alta 1,5 m basata sul canale di potassio KcsA. L'opera contiene un filo metallico rappresentante l'interno del canale e un oggetto in vetro soffiato che rappresenta la cavità principale della struttura del canale.